# 村田倉夫
村田倉夫（1921年1月1日—）乃日本的企業家，曾任京成電鐵第7任社長等職務。

## 生平簡歷
1921年（大正10年）1月1日村田出生於東京府豐多摩郡杉並町高圓寺（今東京都杉並區高圓寺），東京府立第二中學校（今東京都立立川高等學校）畢業後，1940年進入東京商科大學（一橋大學前身）預科就讀。1942年大學畢業後，進入日本興業銀行（以下簡稱興銀）工作。翌年應召入伍，被東部軍經理部調往中國南方擔任主計將校，1947年退伍後回到興銀。
第二次世界大戰後日本戰敗，GHQ下令中島飛機解散，1953年7月15日由富士工業（太田吞龍工廠和武藏野三鷹工廠）、富士汽車工業（伊勢崎工廠）、東京富士產業（本社）、大宮富士工業（大宮工廠）、宇都宮車輛（宇都宮工廠）等五家中島飛機旗下分工廠合組富士重工業（今速霸陸），身為往來銀行的興銀派遣村田前往該公司任職，直到1956年為止。1964年村田則被調派到大商證券擔任董事，3年後該證券公司與玉塚證券、山葉證券合併成新日本證券（瑞穗證券前身）。1967年村田回到興銀歸建，歷任人事部部長、業務部部長、常務董事等職位，直到1978年6月1日退休，轉任京成電鐵公司顧問。同月30日他就任該公司副社長，第6任社長則為運輸省事務次官出身的佐藤光夫。
1986年6月27日村田上任第7任社長，他在任內積極經營京成電鐵，終於在1989年消彌虧損，翌年該公司出現13年以來首度的盈餘。1992年卸下社長一職，改任董事會會長；1999年獲頒勳二等瑞寶章。

### 著作
- ，村田倉夫著，自費出版，1994年。